# Guseong-myeon
Guseong-myeon (koreanska: 구성면) är en socken i den centrala delen av Sydkorea, 190 km sydost om huvudstaden Seoul. Den ligger i kommunen Gimcheon i provinsen Norra Gyeongsang. 